# Llimiana
La vila i municipi de Llimiana se situa al sud de la comarca del Pallars Jussà, entre el Montsec de Rúbies, la Conca de Tremp i la serra de Sant Gervàs.
Té un enclavament de 3,52 km², apartat de la resta del terme municipal, els Obacs de Llimiana, situat entre Gavet de la Conca i Isona i Conca Dellà (nord-est). És un dels pocs termes municipals pallaresos que no han sofert remodelacions als anys 70: ni s'ha agrupat a cap altre municipi, ni se li n'ha agregat cap.
El municipi modern de Llimiana fou creat a partir del desenrotllament de les disposicions de la Constitució de Cadis, l'any 1812. D'ençà aleshores, aquest terme municipal no ha sofert cap mena de canvi.
En la proposta derivada per l'informe popularment denominat Informe Roca, Llimiana havia de passar a formar part d'un nou terme municipal, amb el nom de Montsec, integrat també pels termes municipals de Castell de Mur i Sant Esteve de la Sarga, a més de la Vall de Barcedana, amb els pobles de Sant Cristòfol de la Vall, Sant Martí de Barcedana i Sant Miquel de la Vall, encara actualment pertanyents a Gavet de la Conca. El nou municipi de Montsec, a més, entrava a formar d'una de les quatre agrupacions municipals del Pallars Jussà, integrada per Tremp, Talarn i Montsec.

## Etimologia
Com afirma Joan Coromines, el nom d'aquesta vila està documentat des d'abans del 893, Limignana, Limyana, Liminiana, etcètera, són formes derivades d'un nom propi llatí en femení, possiblement perquè era una forma adjectiva a villa, encara que s'ometés dels documents aquest primer mot, Així, “Llimiana” voldria dir “la vil·la pertanyent a la família dels limians”, o “de la família Límia”.

## Geografia
- Llista de topònims de Llimiana (Orografia: muntanyes, serres, collades, indrets..; hidrografia: rius, fonts...; edificis: cases, masies, esglésies, etc).

Termes municipals limítrofs:
|                | Gavet de la Conca                     | Isona i Conca Dellà |
| Castell de Mur |                                       | Gavet de la Conca   |
| Àger (Noguera) | Camarasa i Vilanova de Meià (Noguera) |                     |

### Perímetre del terme

#### Límit amb Vilanova de Meià i Camarasa (Noguera)

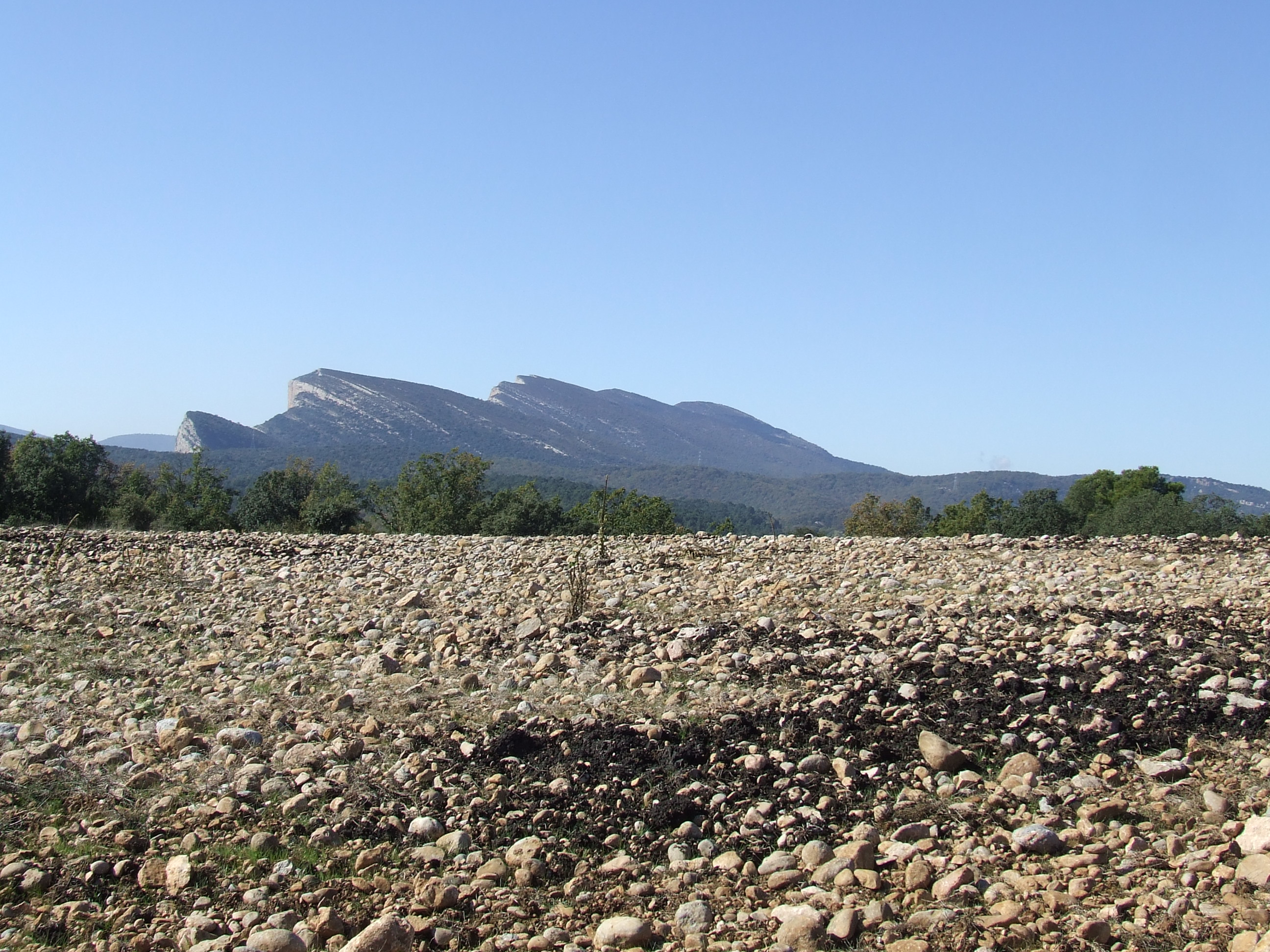
Els vessants de Llimiana del Montsec de Rúbies, des de Montadó, a la serra de Comiols

El terme de Llimiana comprèn la major part del vessant septentrional del Montsec de Rúbies. La carena d'aquesta important serra forma tot el límit meridional del terme municipal de Llimiana. En aquest tram, Llimiana confronta en la seva meitat oriental amb el terme de Vilanova de Meià, i a l'occidental amb l'enclavament de Rúbies, del terme de Camarasa, tots dos de la Noguera. El termenal comença al Tossal de Mirapallars-i-Urgell, de 1.668 m. alt., i cap a ponent va trobant el Tossal de la Torreta, de 1.677, la Portella Blanca (1.468), la Roca de Migjorn (1.465) i lo Peladet (1.471), aquests tres ja en terme de Camarasa, segueix tot el Cinglo de la Feixa Llarga, passant per Sant Julià, arriba a la Torreta, de 1.139 m. alt., i pel Pas de l'Osca, davalla de sobte cap al Pas de Terradets, de 354 m. alt.

#### Límit amb Àger (Noguera)
Pel costat de ponent, el terme també està clarament delimitat: la Noguera Pallaresa, al Pas dels Terradets té un tros de termenal comú amb Àger, de la Noguera.

#### Límit amb l'antic terme de Guàrdia de Tremp (Castell de Mur)

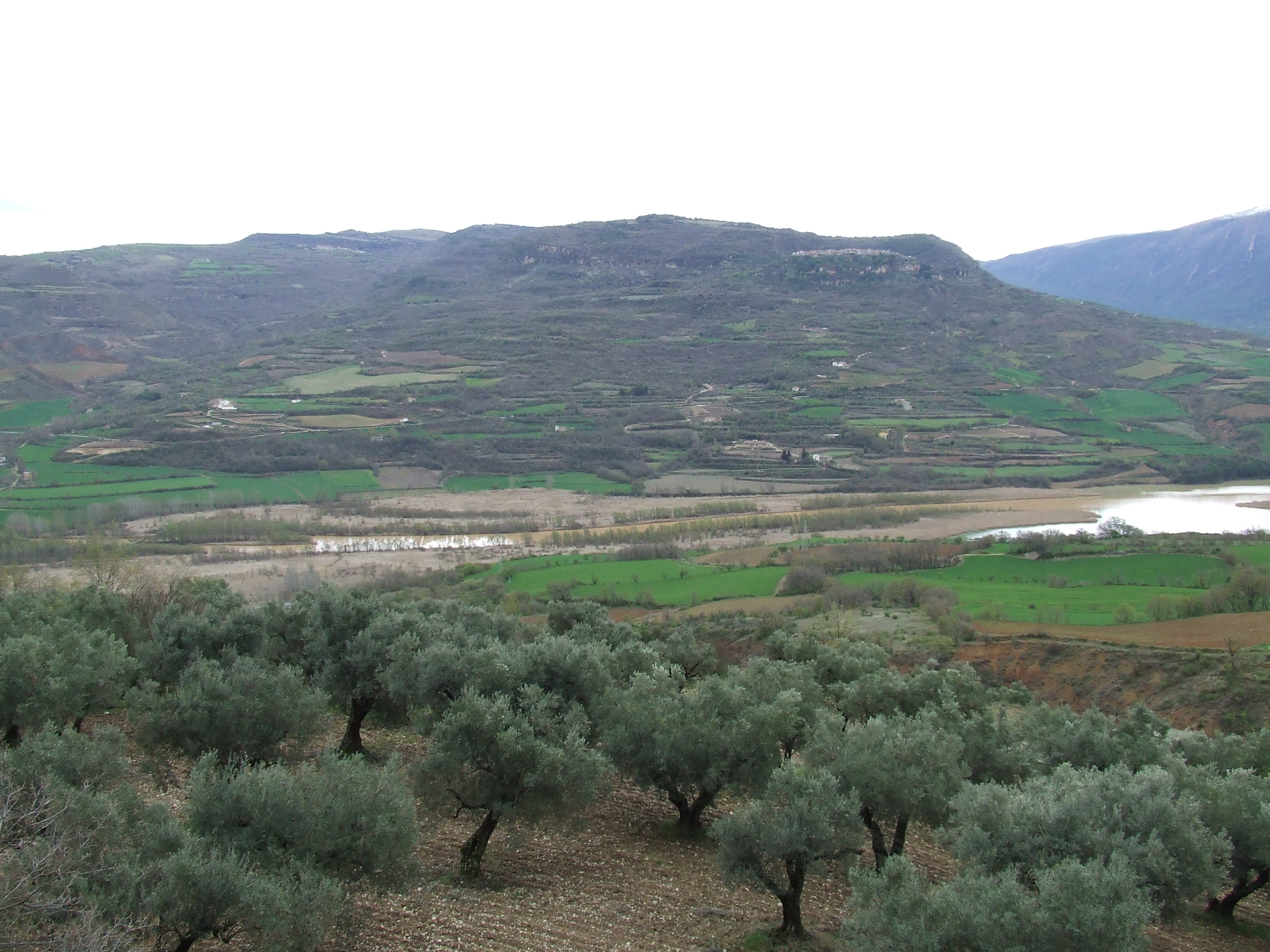
Part occidental del terme de Llimiana

Des d'aquest lloc i pràcticament tota la llargària d'aquest pantà, on el termenal és amb Castell de Mur. A la seva cua és on el terme de Llimiana abandona el riu. En aquest moment es troba a una alçada d'uns 375 m. És just el lloc on comença el termenal amb Gavet de la Conca, que ja no abandona fins a tornar al Montsec de Rúbies.

#### Límit amb l'antic terme de Sant Serni (Gavet de la Conca)
El primer tram correspon a l'antic terme de Sant Serni, actualment integrat en el de Gavet de la Conca. De primer, el termenal segueix una línia bastant recta, sense seguir cap accident orogràfic, fent d'entrada un arc cap al nord-est - sud-est i seguir de seguida la direcció sud-est fins a assolir el capdavall del Cinglo de les Solanes, a la Casa del Julià, a uns 600 m. alt. Des d'aquest lloc, segueix la Llau de la Trencada un tros amunt, fins que arriba a lo Pla, relativament a prop de l'ermita de Sant Fruitós d'Aransís.

#### Límit amb l'antic terme d'Aransís (Gavet de la Conca)
Aquí comença el tram que correspon a l'antic terme municipal d'Aransís. Fins aquest lloc el termenal ha anat seguint la direcció est. En arribar a lo Pla, inflexiona cap al sud, i progressivament va agafant la direcció de llevant, per anar a buscar el barranc de Carnestoltes, fins que troba la serra de la Vall de Llimiana, a 1.079 m. alt. El termenal fa un gir de més de 270°, i segueix aquesta darrera serra fins al capdamunt del torrent dels Hortals, al nord del poble de Sant Cristòfol de la Vall. Segueix tot aquest torrent cap al sud fins que aiguavessa en el barranc de Barcedana, a 484 m. alt., on fa un angle recte i s'enfila cap al sud-oest fins gairebé tocar l'ermita de Sant Miquel, on torna a trencar cap a llevant, per seguir paral·lel al barranc de Barcedana i a una pista rural que discorre per aquell lloc fins que arriba a tocar la Cova Negra de Mata-solana. L'alçada d'aquest tram de termenal és al voltant dels 600 m., pujant progressivament fins als 910.

#### Límit amb l'antic terme de Sant Salvador de Toló (Gavet de la Conca)
Des d'aquest lloc, que es troba a 910 m. alt., torna a inflexionar cap al sud-oest, per seguir la carena del Serrat Ample i enfilar-se fins al Tossal de Mirapallars-i-Urgell, de 1.668 m. alt.

### Interior del terme

#### Vessants del Montsec i la vall de Barcedana
L'interior del terme té dues parts ben diferenciades: la meridional són els pendissos que davallen del Montsec de Rúbies, amb els cims descrits anteriorment i d'altres de segon nivell, com el Pic de Serrat Cabrer, de 1.352 m. alt., Pic del Cogull, de 1.252, el Pic dels Corrals, de 997 i Roques Blanques, de 827 (de llevant a ponent), entre els quals s'obren paral·leles tot de valls de barrancs de muntanya, entre les quals destaca alguna serra, com la del Serrat Estret, les Costes Rèbies, el Serrat dels Comellassos, la Serra de Carboneres, la del Cogull, el de Balampia, i el Serrat Ample, entre d'altres. A l'extrem occidental, els impressionants Cingles del Valentí, que cauen a plom sobre el Noguera Pallaresa en 300 metres de desnivell, formant un dels paisatges més característics del Montsec de Rúbies.
Tot de barrancs, aquí localment llaus configuren les petites valls que drenen pel nord el Montsec de Rúbies: llau del Serrat Estret, llau de la Coma del Torn, llau de Coma la Fe, llau de Castellets, llau de la Coma, llau del Valentí... Totes van a parar al barranc de Barcedana.
En aquesta zona hi ha algunes de les raconades més notables del terme, com la Cova de Muricecs, al Serrat Ample, on es van trobar restes arqueològiques descrites més endavant, les ermites de Sant Miquel i de Sant Salvador del Bosc el Sant del Bosc, el Forat del Gel, proper a la darrera ermita, i, a l'extrem del terme, la Cova Negra de Mata-solana, propera a aquell poble del terme de Gavet de la Conca. Cal destacar que la major part d'aquests costers formen l'extens Bosc de Llimiana.

#### Serra, vila i masos de Llimiana
La meitat nord del terme està format per l'extrem occidental de la Serra de la Vall de Llimiana, amb el turó on es dreça la vila de Llimiana, i tots els vessants d'aquesta serra. A ponent de la vila, en el massís de la serra de la Vall de Llimiana, hi ha les ermites de Sant Joleta i Sant Andreu de la Serra. En el vessant nord-oest, a la part plana a prop de la Noguera Pallaresa, la caseria dels Masos de Llimiana, o el Mas de Solduga.
Ja a l'extrem sud-occidental, la incipient caseria de Montsec. Encara, a migdia de la vila de Llimiana, una altra agrupació de masies, amb la de Perevilà, la de Sorri, la de Piteu, la de Fraret, la de Martineu, la del Ton, la Caseta de Plan Pelat, la Masia d'Agna i el Mas de Serra.
Al centre, la vila de Llimiana, formada bàsicament per tres parts: la vila antiga, dalt del turó, a llevant seu el barri de les Eres, amb el cementiri i algunes cases més noves que no pas les de dalt vila, i al sud-est, els Xalets del Collell, petita zona d'expansió de la vila. Al nord-est, a la vall del barranc de Xércoles, només destaquen el Mas d'Artús, o Masdartús i la Casa del Julià, i algunes cabanes, com les de Granollers i del Marcel·lo.

#### Obacs de Llimiana
Separat de la resta del terme de Llimiana hi ha l'enclavament dels Obacs de Llimiana, que té article propi.

### Nuclis de població
| Entitat de població   | Habitants (2024) |
| Llimiana              | 104              |
| els Masos de Llimiana | 16               |
| els Obacs de Llimiana | 12               |
| Font: Idescat         |                  |

La vila de Llimiana és el principal nucli de població, i l'únic compacte que hi ha. Són reconeguts com a entitats de població les agrupacions de masies dels Obacs de Llimiana i dels Masos de Llimiana, o el Mas de Solduga. Encara, caldria parlar de l'incipient nucli de Montsec, al començament de la carretera d'accés a Llimiana.
Ara bé, té un nombre considerable de masies en hàbitat dispers: ha estat esmentat en l'apartat de descripció geogràfica del terme. També són de destacar les ermites de Sant Andreu de Llimiana, o de la Serra, i la de Sant Salvador del Bosc, el Sant del Bosc.
En dos llocs molt desavinents i difícils de trobar hi ha, encara, les ruïnes de dues esglésies més, una d'elles, almenys, romànica: Sant Miquel de Llimiana, l'altra, dedicada a sant Esteve, és encara pendent d'estudi. La de sant Miquel queda al sud-est de la vila, a prop de la masia de Perevilà; la de sant Esteve, al nord-oest, a la zona de Roderes.
| Nuclis de població de Llimiana | Nuclis de població de Llimiana                         | Nuclis de població de Llimiana    | Nuclis de població de Llimiana |
| ------------------------------ | ------------------------------------------------------ | --------------------------------- | ------------------------------ |
| La vila de Llimiana            | La caseria dels Masos de Llimiana,                     | La caseria dels Obacs de Llimiana |                                |
| La vila de Llimiana            | La caseria dels Masos de Llimiana, o el Mas de Solduga | La caseria dels Obacs de Llimiana |                                |

#### Vila de Llimiana

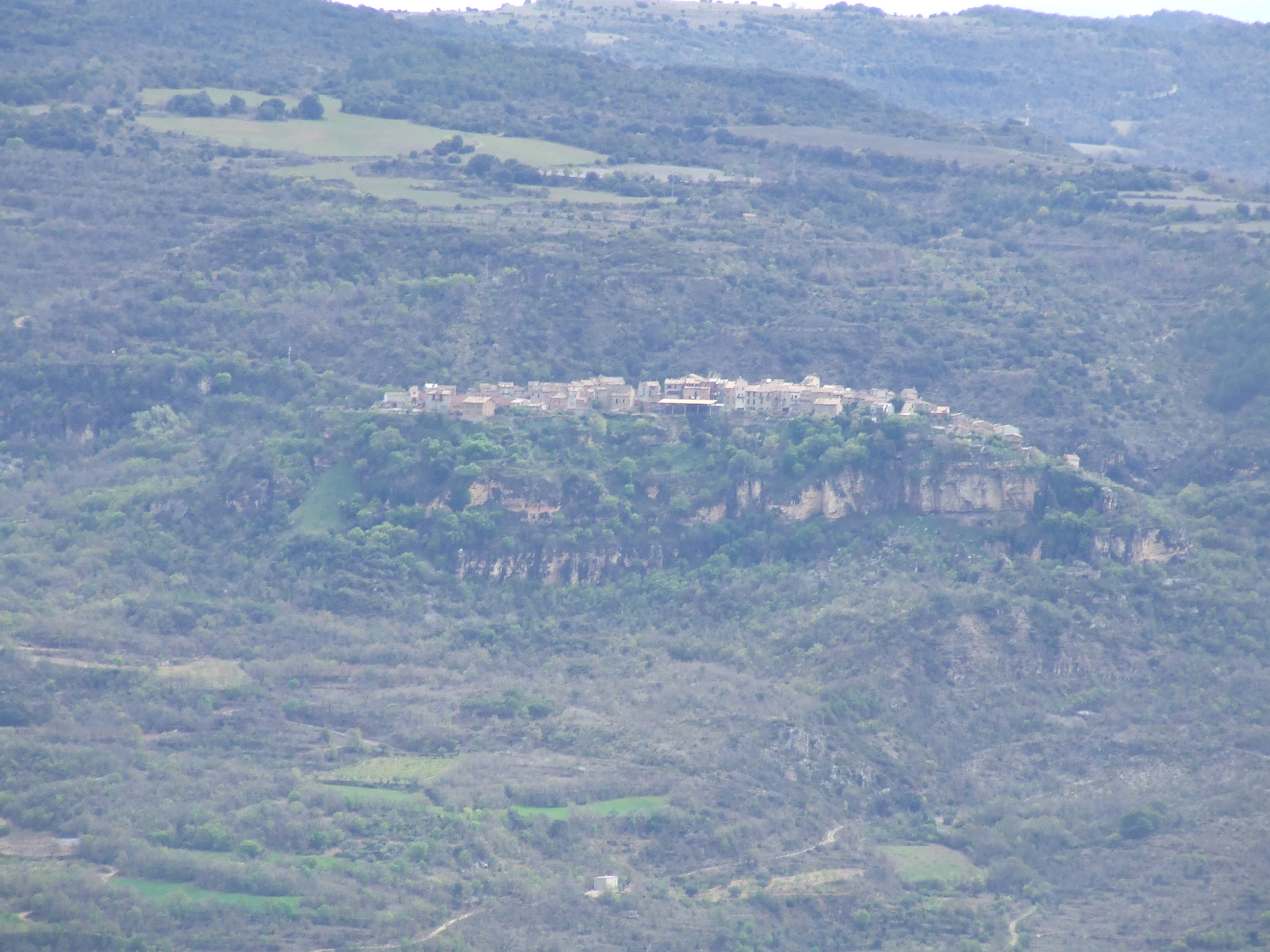
La vila de Llimiana des de Guàrdia de Noguera

Situada a 790 m. alt., està situada en una posició privilegiada per a dominar els entorns, principalment els passos que per la vora de la Noguera Pallaresa s'endinsen en la Conca de Tremp. Estava coronada pel castell de Llimiana, que era a l'extrem nord de la vila, i del qual a penes en queda res més que les muralles que encloïen la vila. Articula la vila un carrer principal, que a la meitat nord s'anomena carrer del Castell, i a la sud, carrer Major, i es troben a la mateixa església parroquial, Santa Maria de Llimiana, rere la qual hi ha la Plaça del Fossar Vell, en el lloc on hi hagué el cementiri primitiu de la vila.
Dins de la vila hi ha algunes cases notables, com Casa Bonifaci, amb portal adovellat. Actualment hi ha situat el Museu de Llimiana. Aquesta mateixa casa té capella privada, de sant Antoni de Pàdua. Hi ha restes, encara, d'una altra capella, dedicada a santa Llúcia.
A llevant del poble, dalt d'un esperó de la serra, uns 800 metres al sud-est en línia recta, hi ha les restes de l'església romànica de Sant Andreu de Llimiana, o de la Serra, netejades pels veïns de la vila en diverses ocasions.

#### Hàbitat dispers
El terme de Llimiana presenta quatre nuclis de masies disseminades diferents, actualment en part reduït per l'abandonament en què han quedat aquestes masies. Són els següents:

##### Masies de Llimiana

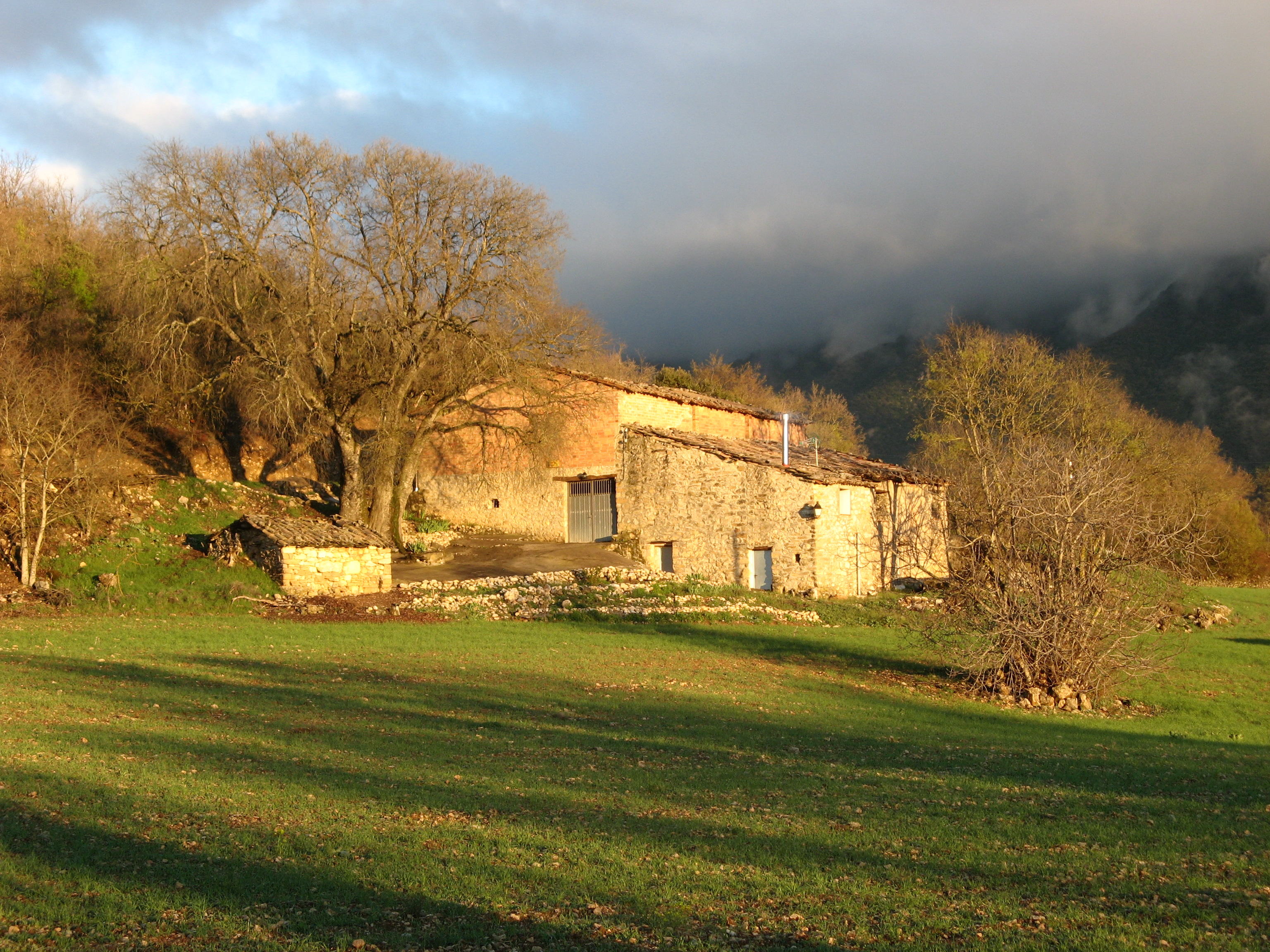
Mas Bruquet

Al centre de la vila hi ha la Casa Vella de Morreres. Situades al sud-est de la vila, a la riba dreta del barranc de Barcedana hi ha Mas de Martineu, Masia de Perevilà, Masia de Piteu, Mas de Serra, Masia de Sorri i Masia del Ton.
Situades a l'entorn de la carretera de pujada a Llimiana i de la vall baixa del Barcedana hi ha el Mas de Bruguet i Masia de Codó. També hi ha Magatzem de Grabiel, Masia de Joanet, Casa de Mateu i Montsec. Situades al nord-est del terme municipal hi ha el Masdartús així com Cabana de Granollers, Cabana del Marcel·lo i Cabana de Matildes. També al nord hi ha la Masia del Navarro.
Les masies dels Masos de Llimiana i dels Obacs de Llimiana són als articles respectius.

## Història
Les primeres restes arqueològiques d'habitants dins del municipi de Llimiana són a la Cova dels Muricecs, i de ben segur la vila es formà a partir d'un poblat Ibèric, si ens atenim a les troballes efectuades d'aquesta cultura dins la serra del Montsec. Dins la cova s'han trobat diferents assentaments que van del Neolític fins al bronze.

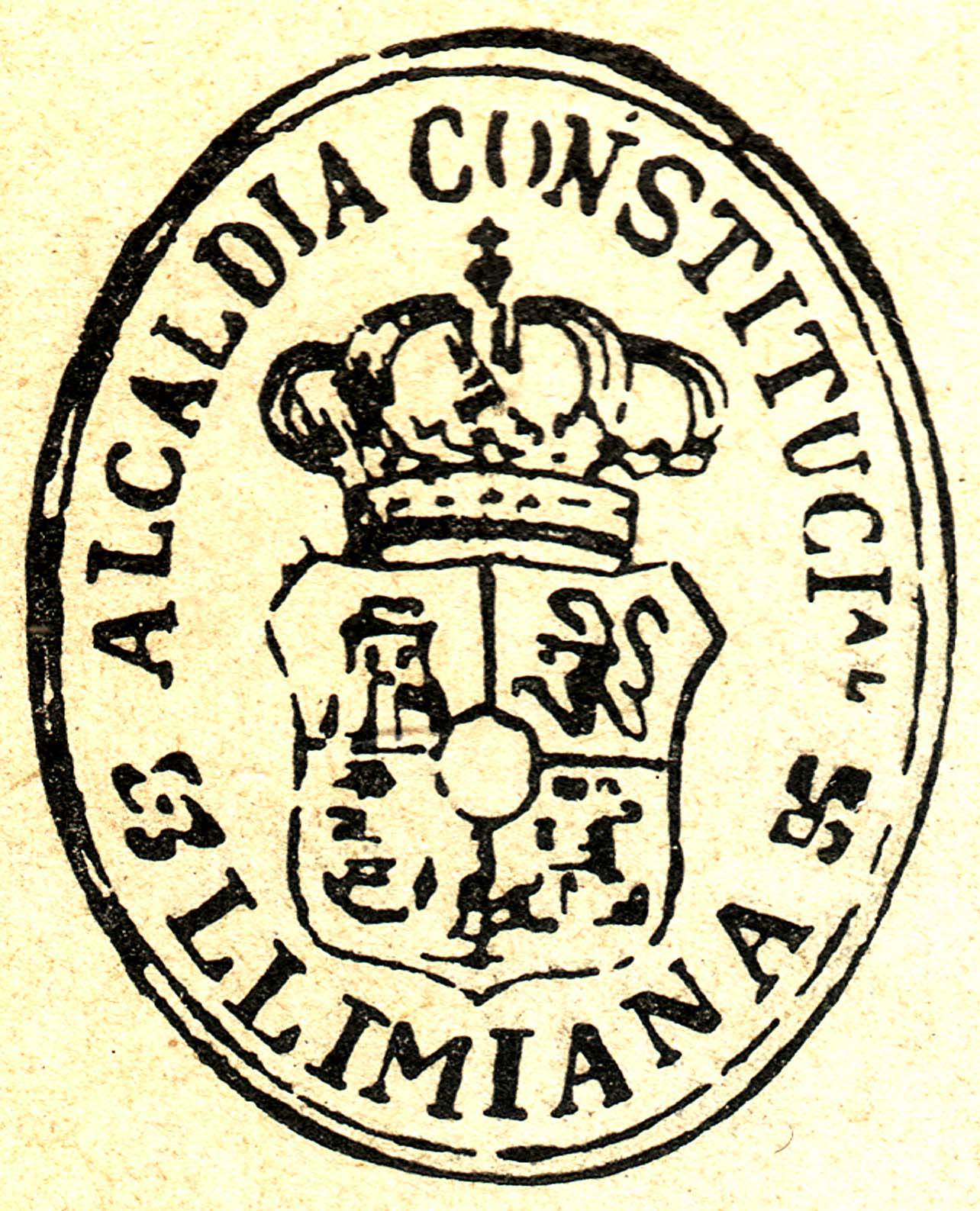
Segell municipal de Llimiana vers 1900

A l'edat mitjana, Llimiana era frontera entre el món feudal i el món islàmic. Per aquest motiu, i perquè la seva situació geogràfica a dalt d'un turó permet dominar la conca de Tremp, s'hi va construir un castell, el qual està documentat al segle x, encara que avui en dia només en quedin restes a la toponímia. Juntament amb el castell, Llimiana s'envoltava d'una muralla que la feia inaccessible, i que en bona part encara es conserva. Però l'edifici més emblemàtic de Llimiana és la seva església parroquial romànica, Santa Maria de Llimiana, de finals del segle xi. La seva magnitud (es tracta de l'església romànica amb els absis més grans de tot Catalunya) dona idea de la importància de la vila durant l'edat mitjana. Està dedicada a la Mare de Déu de la Cinta, patrona de Llimiana. Les guerres, les reformes i el desconeixement han malmès el patrimoni romànic que hi contenia: un Crist romànic, decoracions i pintures.
Llimiana obtingué molt aviat el títol de vila, i fins i tot és anomenada ciutat en documents en llatí tardà o baixmedieval, com a Civitate Limignane (any 982). Un dels drets lligats al de vila, en aquest cas, era el de llenyar en el Montsec, privilegi que ja consta al segle xii.
En el cens de 1359, i dins de la Vegueria de Pallars, Llimiana apareix amb 7 focs (uns 35 habitants) pertanyents a Santa Maria de Liniana i a l'Hospital, que era del marquès de Camarasa, i 8 focs més (40 habitants), del Bord de Pallars, en terme de Liniana. El 1553 són 45, els focs que apareixen en el Fogatge d'aquell any.

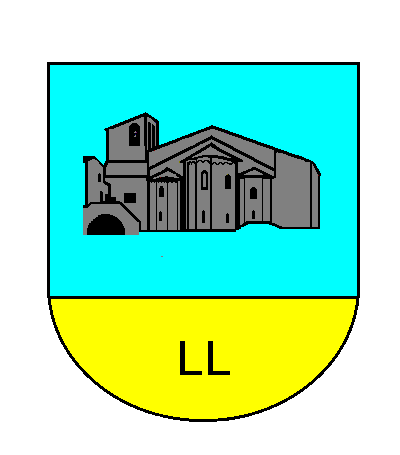
Escut municipal de Llimiana anterior al 2000

Pascual Madoz, o algun dels seus col·laboradors, en la seva visita anterior al 1845 recull la informació que: "la vila és damunt d'un penyal ventilat a tots els vents i de clima fred i propens a les afeccions de pit", que justifica per les "excessives fatigues dels seus habitants en els treballs del camp"; reporta 121 edificis, quasi totes de mala construcció, casa de la vila i presó, tot distribuït en una plaça i diversos carrers, tots empedrats, estrets i irregular. Diu que hi ha escola de primeres lletres, amb uns 50 o 60 nens assistents i una dotació per al mestre de 2.666 rals i 13 mensualitats. 93 veïns (caps de família) i 556 ànimes (habitants) formaven la seva població en aquell moment.
El màxim demogràfic de Llimiana data del 1860 amb 816 habitants, comptabilitzant tot el municipi. Actualment, en el poble i nuclis agregats hi consta una població fixa d'uns 65 habitants als quals cal afegir l'aportació de les cases de segones residències. Aquest descens de població forma part de l'èxode que ha afectat la comarca al llarg de tot el segle xx.
Vers 1900, a l'obra de Rocafort i Carreras i Candi, Llimiana apareix amb 165 edificis i 371 ànimes, dels 276 i 448, respectivament, de tot el districte municipal.

### Composició de l'Ajuntament

#### Alcaldes
- Pere Tohà (1894)
- Francesc Cabeserans (1898)
- Antoni Cabecerans (1950)
- Josep Claverol i Nogués (19.4.1979 - 9.6.1987)
- Joan Cuñé i Novau (30.6.1987 - 27.5.1995)
- Joan Elies i Claret (17.6.1995 - 12.6.1999)
- Josep Lluís Garcia i Ubis (5.7.1999 - 24.5.2003)
- Jaume Elies i Elies (14.6.2003 - 26.5.2007)
- Joan Elies i Claret (16.6.2007 - 2015)
- Josep Terré i Escolà (13.6.2015 - actualitat)

#### Regidors
Des de les primeres eleccions municipals democràtiques de l'any 1979, l'Ajuntament de Llimiana ha tingut els regidors següents: Joan Aduà Malet, Antònia Alonso Torres, Isidre Batalla Jansat, Jordi Bergua Bons, Carles Bertran Codó, Juan Cabecerans Cuñé, Josep Caelles Vila, Josep Claret Boixadós, Josep Claverol Nogués, Josep Maria Codina Pérez, Joan Cuñé Novau, Manuel Delfa Garrido, Joan Elies Claret, Jaume Elies Elies, Rosa Forcada Mas, Josep Lluís Garcia Ubis, Joan Martí Claverol, José Miranda Olsina, Joan Olsina Martí, María José Pérez Sierra, Rosa Piqué Piquer, Josep Ramoneda Fité, Josep Terré Escolà, Ramon Verdeny Caelles, Ramon Verdeny Gual i Antoni Vilana Codina.

#### Legislatura 2011-2015
| Candidatura | Candidatura | Cap de llista         | Vots | Regidors | % vots |
| ----------- | ----------- | --------------------- | ---- | -------- | ------ |
|             | CiU         | Joan Elies Claret     | 65   | 4        | 56,52  |
|             | PSC-PM      | Manuel Delfa Garrido  | 35   | 1        | 30,43  |
|             | IpL-AM      | Marc Martí Alcobé     | 10   | 0        | 8,7    |
|             | PP          | Emili López Rodríguez | 5    | 0        | 4,35   |
| Total       | Total       | 636                   | 636  | 9        |        |

- Joan Elies Claret (CiU), alcalde. Representant del municipi en el Consell Comarcal
- Josep Terré Escolà (CiU), regidor
- Josep Caelles Vila (CiU), regidor
- María José Pérez Sierra (CiU), regidora
- Manuel Delfa Garrido (PSC-PM), regidor.

### Demografia
| 1497 f | 1515 f | 1553 f | 1717 | 1787 | 1857 | 1877 | 1887 | 1900 | 1910 |
| ------ | ------ | ------ | ---- | ---- | ---- | ---- | ---- | ---- | ---- |
| 34     | 39     | 45     | 910  | 828  | 855  | 658  | 556  | 448  | 374  |

| 1920 | 1930 | 1940 | 1950 | 1960 | 1970 | 1981 | 1990 | 1992 | 1994 |
| ---- | ---- | ---- | ---- | ---- | ---- | ---- | ---- | ---- | ---- |
| 555  | 562  | 462  | 437  | 377  | 246  | 170  | 140  | 125  | 125  |

| 1996 | 1998 | 2000 | 2002 | 2004 | 2006 | 2008 | 2010 | 2012 | 2014 |
| ---- | ---- | ---- | ---- | ---- | ---- | ---- | ---- | ---- | ---- |
| 136  | 139  | 147  | 141  | 168  | 158  | 163  | 173  | 183  | 159  |

| 2016 | 2018 | 2020 | 2022 | 2024 | 2026 | 2028 | 2030 | 2032 | 2034 |
| ---- | ---- | ---- | ---- | ---- | ---- | ---- | ---- | ---- | ---- |
| 150  | 142  | 146  | 146  | 131  | -    | -    | -    | -    | -    |

## Llocs d'interès

### Històric
- Vila de Llimiana
- Santa Maria de Llimiana
- Sant Andreu de Llimiana, o de la Serra
- Sant Salvador del Bosc

### Paisatgístic
- Bosc de Llimiana (vessant septentrional del Montsec de Rúbies)
- Turó de la vila de Llimiana
- Vistes sobre el Pantà dels Terradets
- Vistes sobre la Conca de Tremp
- Vistes des de Sant Salvador del Bosc sobre Llimiana i la vall del barranc de Barcedana

## Activitat econòmica
Madoz documentà que el 1847 Llimiana produïa 1.200 quarteres de blat, 400 de sègol, 15.000 càrregues de vi, 300 d'oli, fruites i patates. Esmentava també com a important la ramaderia, sobretot de cabres, la cacera: conills, llebres, perdius, i la pesca: truites, barbs i anguiles. Testimoniava la presència de llops i d'isards a la muntanya, i, finalment, constatava l'existència de sis teixidors, un molí fariner a la Noguera i un trull, o molí d'oli, a llevant de la vila.
Durant molts anys, a més, Llimiana va tenir mercat el diumenge, amb assistència de veïns de tots els pobles de la rodalia.
L'any 1935 es va posar en funcionament la central hidroelèctrica de Terradets. Des de l'any 2010 Llimiana celebra a l'octubre la Fira del Mostillo, dedicada a aquestes postres tradicionals elaborades amb mostillo.

## Festes i tradicions
La Festa Major de la vila de Llimiana és per la Mare de Déu d'Agost, el dia 15. Dedicada a la Mare de Déu de la Cinta, es canten els goigs dedicats a la patrona:
| «                                                                                 | Puix sou Mare sobirana, Refugi dels pecadors, Agraïda Llimiana Canta avui vostres favors. Si Llimiana apretada es veu en algun treball, acut amb tota la vall a vostra imatge sagrada; sempre experimenten socors de vostra mà sobirana Agraïda Llimiana Canta avui vostres favors. | » |
| — Goigs en alabança de la Mare de Déu de la Cinta (fragment). Text anònim popular | |   |

La Festa Major, actualment remodelada al gust de les festes majors de començaments del segle xxi, incloïa antigament essencialment els actes religiosos, als quals se'n van anar afegint d'altres de caràcter laic. Un dels primers fou el sopar de germanor col·lectiu que permet de retrobar llimianencs residents a diversos llocs del món, descendents de llimianencs i, en els darrers anys, estiuejants fidels a la vila.
Entre les altres festes celebrades al terme, cal comptar amb la desapareguda de l'Aplec de Sant Andreu, del primer diumenge de juny i, sobretot l'Aplec de Sant Miquel a l'Hostal Roig. Tot i que aquest indret és dins del terme veí de Gavet de la Conca, la fira de bestiar que s'hi celebrava anava acompanyada de l'Aplec del Sant del Bosc (o Sant Salvador del Bosc), ermita que sí que és en terme de Llimiana. S'hi pujava a migdia del darrer diumenge de setembre pel camí de les Cent Corbes. Tanmateix, no sempre es feu en aquesta data, ja que Pascual Madoz, que passà per Llimiana el 1847 el situa el 25 d'abril.
Sant Gervàs i sant Protàs, els dos sants germans, fills de sant Vidal i santa Valèria, milanesos del segle i, suscitaren molta devoció entre els primers cristians, i a Llimiana, hi tenien un racó especial. Tot i que no és en terme de la vila, sinó també en terres de Gavet de la Conca, l'ermita de sant Gervàs, propera al Castilló Sobirà de Sant Miquel de la Vall, era el centre d'un important aplec que uneix tota la gent de les valls de la Barcedana.
| «                                                                                        | Vostres relíquies venera, Alegre sempre, i ufana, La vila de Llimiana, La vall, i tota Noguera; Puix miracles portentosos Los feu tan continuats, Gervàs i Protàs gloriosos, Siau nostres Advocats. | » |
| — Goigs dels gloriosos màrtirs Sant Gervàs i Sant Protàs (fragment). Text anònim popular | |   |

Diverses tradicions es troben furgant en les tradicions de Llimiana. La vila tenia instaurada la figura de les majorales, encarregades d'encapçalar tota mena d'actes col·lectius de la vila al llarg de l'any, des de la salutació a les núvies en el moment del casament, fins a ajudar en la cura del temple i objectes sagrats i fer col·lectes quan calia.
Es ballava un ball de cascavells amb motiu de la festa del Roser d'octubre, a la processó que s'hi celebrava, tot i que pel que sembla ja estava en desús a principis del segle xx.
Els cafès de la vila eren molt concorreguts els dies de festa per tota mena de tertulians i jugadors, al voltant de l'estufa quan el temps així ho manava, i s'organitzaven força balls per a la gent jove, que hi participava molt activament.
Els llimianencs eren coneguts arreu de la comarca per unes sabates que se solien fer ells mateixos: amb sola de fusta o cuir i lligam de corretges o vetes, anomenats cipelles, donen lloc al malnom amb què es coneixia fora d'aquí els de Llimiana: cipellaires.

## Serveis turístics
Actualment, a Llimiana hi ha poca oferta per al turisme. Una casa d'allotjament i bar, l'Hostal Centre Montsec-Llimiana. A la propera població de Sant Martí de Barcedana, del terme veí de Gavet de la Conca hi ha un parell de cases d'allotjament rural.

## Comunicacions
Mena a Llimiana la carretera local LV-9121, que arrenca del quilòmetre 73 de la C-13, al Pont Nou de Monares, damunt la capçalera del Pantà dels Terradets i duu fins al poble de Llimiana en quasi 8 quilòmetres de forts i constants revolts, ja que salva un desnivell de 400 metres en el seu curt recorregut.
Del quilòmetre 2,5 d'aquesta carretera surt cap al nord una pista rural en bon estat que mena als Masos de Llimiana, o Mas de Solduga, en uns tres quilòmetres i mig.
Els Obacs de Llimiana són uns 400 metres al sud-oest d'un revolt de la carretera L-912, que mena a la C-1412b, de manera que per carretera asfaltada, la volta que cal fer per anar dels Obacs de Llimiana al cap del seu municipi és considerable, passant per Tremp. L'alternativa, però, existeix, ja que les pistes rurals d'aquesta zona o bé estan asfaltades, o romanen en bon estat la major part de l'any. En aquest cas, cal anar cap a Gavet, d'aquí cap als Masos de Llimiana, i acabar de pujar dalt del turó on és la vila de Llimiana.
A més, hi ha d'altres pistes rurals habitualment en bon estat cap a Sant Cristòfol de la Vall, Sant Martí de Barcedana i Sant Miquel de la Vall, des d'on es pot anar cap a Mata-solana i l'Hostal Roig, etcètera.
No hi ha cap mena de transport públic que connecti Llimiana amb l'exterior, llevat del transport escolars organitzat pel Consell Comarcal. En aquest cas tres línies diferents s'enduen els nois i noies cap a l'escola de Tremp: una per als Obacs, l'altra per als Masos, i la tercera per a la vila de Llimiana.
Llimiana té, de fet, estació de ferrocarril. En efecte, l'estació de Cellers, al veí terme de Castell de Mur, és oficialment l'Estació de Cellers-Llimiana. Hi circulen tres trens diaris en cada direcció, un al matí, un a migdia, i un altre a la tarda-vespre. L'estació és a 9 quilòmetres de la vila, a la riba de ponent de la Noguera Pallaresa.